# Skrubbskädda

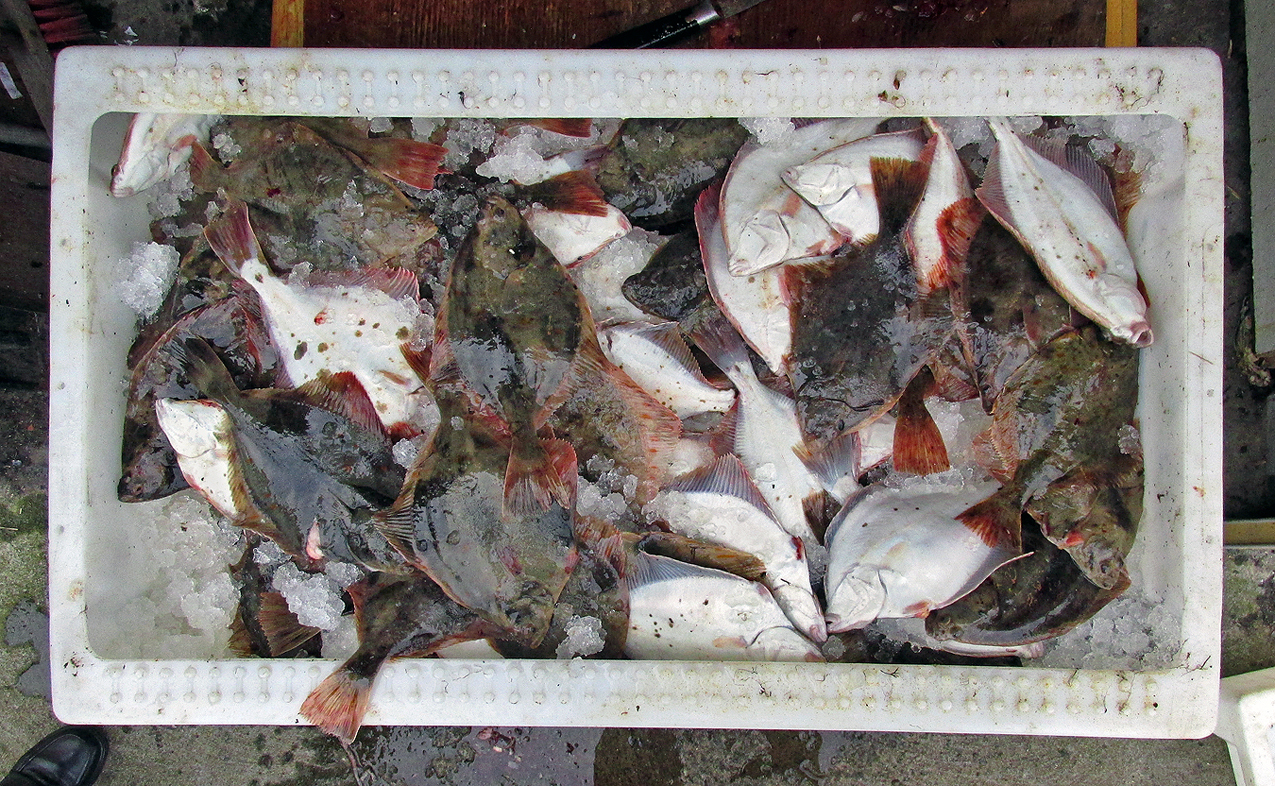
Nyfångad Skrubba. Ystads Småbåtshamn 12 mars 2015.

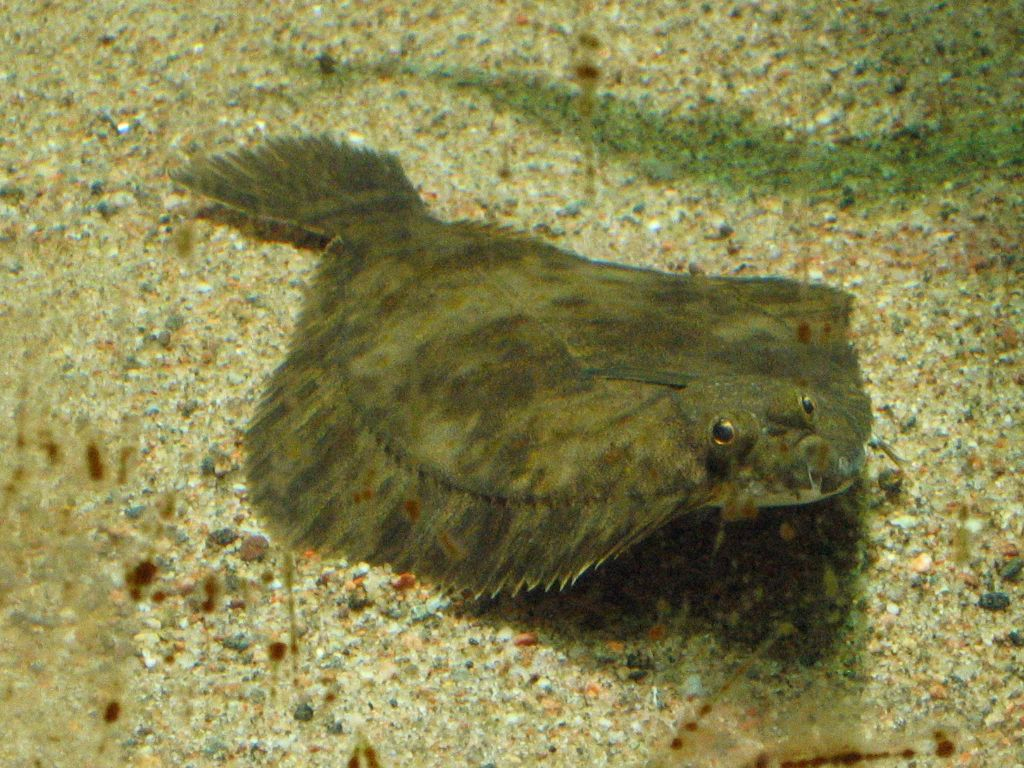
Skrubbskädda.

Skrubbskädda, skrubba eller egentlig flundra (vetenskapligt namn: Platichthys flesus) är en fisk i ordningen plattfiskar och Ölands landskapsfisk.

## Kännetecken
Skrubbskäddans kroppslängd är vanligtvis 20–25 centimeter, men ibland når den upp till 45 centimeter. Likt andra plattfiskar har den platt och ovanifrån nästan rutformig kropp och en liten och sned mun. Ögonen sitter mest på högra sidan, men runt en femtedel har ögonen på vänstra sidan . Ovansidan känns skrovlig som ett rivjärn, därav namnet "skrubba", till skillnad från rödspättan som är slät och glatt. Kroppssidorna har längs basen av rygg- och analfenorna taggiga knölar, och på ögonsidan finns mörka oregelbundna fläckar och strimmor, samt mindre röda eller gula fläckar. Fisken har inga knölar bakom ögonen. På ögonsidan är tändernas antal och storlek mindre än på den blinda sidan.

## Utbredning
Skrubbskäddan förekommer i norra Atlanten, i Nordsjön, i Östersjön, i Medelhavet och i Svarta havet, samt i till dessa anslutande floders nedre lopp. Den kan leva både i salt, bräckt och sött vatten.

## Levnadssätt
Skrubbskäddan trivs bäst på sand- eller dybottnar. Den ligger på bottnen eller simmar fram över den sökande efter föda. Den är ett rovdjur, och olika små musslor, ormstjärnor, borstmaskar och mindre kräftdjur ingår i dess diet. För att undgå fiender litar den till sitt kamouflage, halvvägs nergrävd i sand eller dy är den på grund av mönstret på sin ovansida mycket svår att få syn på. Skrubbskäddan kan dessutom delvis ändra färg efter omgivningen, något som gör att den smälter ännu bättre in. 

### Fortplantning
Skrubbskäddan leker på våren, från januari till juni, beroende på vattentemperaturen. Skrubbskäddor bildar vanligtvis inte stim, men kan samlas i stort antal på lekplatserna, eftersom också de fiskar som lever i rent sötvatten återvänder till havet när det är dags att fortplanta sig. Fortplantningen sker på bottnar på mellan 25 och 40 meters djup. Skrubbskäddor leker med pelagiska ägg som hålls svävande i vattenmassan under utvecklingen. Salthalten i Östersjön är överlag för låg för att äggen skall hållas svävande, med undantag för djuphavsbassängerna. I Östersjön finns två beteendemässigt och genetiskt differentierade (skilda) populationer, varav den ena leker med pelagiska ägg och den andra med demersala (utveckling på botten). Denna utveckling är troligtvis en adaption till den låga salthalen. De demersala äggen är mindre och har tjockare skal än de pelagiska för att klara av de mekaniska påfrestningar som en utveckling på botten medför. Varje hona kan lägga upp till 3 miljoner ägg.

## Skrubbskäddan och människan
Skrubbskäddan har blivit en viktig kommersiell fiskart i Östersjön och Kattegatt. Fisket bör dock ske försiktigt, risken är att man tömmer Östersjön på skrubbskädda. Det småskaliga fisket som utförs av småbåtsflottan (<24 m), skulle troligtvis kunna fiska obehindrat utan att populationerna skulle reduceras nämnvärt. Problemet är när stora fiskefartyg går in i Östersjön och på en enda vecka tar upp mer än en liten fiskebåt tar upp under en hel säsong.
Beståndet påverkas av vattenföroreningar från jordbruket, industrin och fiskodlingar. Hela populationen minskar men den är fortfarande stor. IUCN listar arten som livskraftig (LC).

## Synonymer

### Svenska namn
- Butt (Gotland)[4]

Förväxla ej med butta, som avser piggvar.
- Flundra (även Finland)[5]

Avser annars plattfiskar i helhet.
- Kalmarflundra (Smålandskusten)
- Rönnamärra (Öresund)
- Skrubba[5]
- Skrubbflundra[5]
- Skädda
- Stenpott (Södermanland)[4]

Förväxla ej med stenbotta och botta, som båda avser piggvar.

### Vetenskapliga namn
Nedan listas historiska vetenskapliga namn med mera.
| Platichthys passer     | L. (Linnéus)                          | 1758 |
| Pleuronectes flesus    | L. (Linnéus)                          | 1758 |
| Platichthys flesoides  | Pontoppidan                           | 1766 |
| Platichthys roseus     | Shaw                                  | 1796 |
| Platichthys luscus     | Pallas                                | 1814 |
| Platessa carnaria      | Brown                                 | 1830 |
| Platessa glabra        | Rathke                                | 1837 |
| Platichthys bogdanovii | Sandeberg                             | 1878 |
| Platichthys italicus   | (Pallas 1814) in Berg                 | 1949 |
| Platichthys solemdali  | Momigliano, Denys, Jokinen and Merilä | 2018 |